# Степанов, Николай Саввич
Николай Саввич Степанов (13 мая 1922 — 20 сентября 1992) — участник Великой Отечественной войны, пулемётчик 1-го мотострелкового батальона 45-й механизированной бригады 5-го механизированного корпуса 6-й танковой армии 2-го Украинского фронта, красноармеец. Герой Советского Союза (1990).

## Биография
Родился 13 мая 1922 года в селе Хампа ныне Арылахского наслега Вилюйского улуса Республики Саха-Якутия, в семье крестьянина-бедняка. Якут.
Окончил 8 классов. В 1941 году окончил 1 курс Вилюйского педагогического училища. Работал бригадиром в колхозе «Коммунист», а с 1942 года — секретарём сельского совета и председателем колхозной ревизионной комиссии.

## Период Великой Отечественной войны
В Красной Армии с 8 июня 1943 года. В боях Великой Отечественной войны — с февраля 1944 года. Сражался на 3-м и 2-м Украинских фронтах. В боях с немецко-фашистскими захватчиками был дважды легко ранен.

#### Подвиг
Пулемётчик 1-го мотострелкового батальона красноармеец Николай Степанов 11 марта 1944 года одним из первых в батальоне на самодельном плоту с пулемётом переправился через реку Южный Буг в районе села Маньковка Бершадского района Винницкой области Украины и огнём прикрывал переправу стрелковых подразделений. Поддерживая наступление, уничтожил свыше десяти солдат и офицеров противника.
22 марта 1944 года Николай Саввич Степанов был представлен к званию Героя Советского Союза. Из наградного листа, подписанного командиром 1-го мотострелкового батальона капитаном Крапивиным:

Тов. Степанов один из храбрых и находчивых пулемётчиков в батальоне. Получив от командира приказ во что бы то ни стало форсировать реку Южный Буг и поддержать пулемётным огнём наступление и форсирование реки нашей пехотой он заявил: «Умру, но пулемёт будет на той стороне реки. Меня не будет, мой второй номер заменит меня».
Найдя две бочки, связав их он положил на них две доски, поставил пулемёт, положил коробки с боеприпасами на свой плот, сам вплавь со вторым номером перегнал плот на правый берег. Бочки на реке были пробиты, но пулемёт доставлен. Установив затем пулемёт тов. Степанов прикрывал огнём переправу наших подразделений. После он поддерживал наступление нашей пехоты на дер. Маньковку Джулинского района Винницкой обл. и уничтожил до 15 немецких солдат и один пулемётный расчёт.
Тов. Степанов достоин присвоения звания Героя Советского Союза.

Но, по непонятным причинам, Николаю Саввичу звание Героя не было присвоено, за этот подвиг приказом от 28 апреля 1944 года был награждён орденом Красного Знамени.
Н. С. Степанов принимал участие в освобождении Румынии, Югославии, Венгрии, Чехословакии и Австрии. Участвовал в советско-японской войне 1945 года — освобождал Мукден, Харбин, Чанчунь и Порт-Артур.

## Послевоенный период
В апреле 1947 года рядовой Н. С. Степанов был демобилизован из Вооруженных Сил СССР. Вернулся на родину.
Работал воспитателем в интернате Хампинской средней школы, заведующим отделом кадров и оргработы в Вилюйском райкоме ВЛКСМ, с 1951 года — заместителем председателя колхоза, сельпо, мастером Чочунского маслозавода, но был освобождён от работы по состоянию здоровья. С апреля 1958 года работал в Вилюйском лесхозе, где был объездчиком, техником-лесоводом, лесником. В последние годы работал лесником Балагаччинского лесничества.
Жил в селе Балагачча Вилюйского района. Умер 20 сентября 1992 года.
Был женат, имел пятерых детей.

#### Герой Советского Союза
Указом Президента СССР от 5 мая 1990 года за мужество и героизм, проявленные в боях с немецко-фашистскими захватчиками в годы Великой Отечественной войны, Степанову Николаю Саввичу присвоено звание Героя Советского Союза с вручением ордена Ленина и медали «Золотая Звезда» (№ 11609).

Звезду Героя вручал лично Маршал Советского Союза Д. Т. Язов.

## Награды и звания
- Медаль «Золотая Звезда» № 11609;
- орден Ленина;
- орден Красного Знамени (28.04.1944; первоначально был представлен к званию Героя Советского Союза)[2];
- орден Отечественной войны 1-й степени (11.03.1985, вручён 20.10.1987)[4];
- медаль «За победу над Германией»;
- медаль «За победу над Японией»;
- медаль «За взятие Будапешта»;
- медаль «За взятие Вены»;
- медаль «За освобождение Праги»;
- медаль «За доблестный труд в Великой Отечественной войне»;
- другие медали;
- почётный гражданин Вилюйского улуса.

## Память
- В июле 2009 года в городе Вилюйске был открыт памятник землякам — Героям Советского Союза: Н. А. Кондакову, А. А. Миронову, Н. С. Степанову[5]. До этого 22 июня 1990 года на площади Победы были открыты мемориальные плиты в честь Героев[6].
- Отдельный памятник был установлен Герою в Вилюйске в 2005 году.
- Имя Степанова носит Вилюйская средняя школа № 3[7] и одна из улиц в Новопортовском микрорайоне г. Якутска[8].